# La Literatura Española del siglo XVIII
La Literatura Española del siglo XVIII (1804) es una breve e importante obra del jesuita ilustrado Juan Andrés (1740-1817), el creador de la Historia universal de las letras y las ciencias, escrita y publicada originalmente en lengua italiana y sólo recientemente traducida al español y restituida.
Se trata de hecho de la primera Historia de la literatura española, o de la literatura española contemporánea, pues coincide cronológicamente con la obra de Friedrich Bouterwek dedicada a Historia de la Literatura Española antigua. El texto de Andrés, publicado en dos entregas sucesivas en la revista L'Ape (o sea La Abeja), y ahora editado críticamente por Davide Mombelli, consiste en un preciso ensayo acerca de la literatura española del siglo XVIII que, entre otras cosas, pone de evidencia el reconocidamente defectuoso estado de los estudios sobre la literatura y el pensamiento español de la Ilustración. Según el prof. Aullón de Haro, se trata de una "obra tan breve como relevante nunca referida por la crítica o la historiografía literaria".